# Pirriläjärvi
Pirriläjärvi är en sjö i Haparanda kommun och Övertorneå kommun i Norrbotten och ingår i Torneälvens huvudavrinningsområde. Sjön har en area på 0,0623 kvadratkilometer och ligger 44,1 meter över havet.

## Delavrinningsområde
Pirriläjärvi ingår i det delavrinningsområde (736412-186335) som SMHI kallar för Ovan VDRID = Martimojoki i Torneälvens vattendrag*. Medelhöjden är 57 meter över havet och ytan är 9,67 kvadratkilometer. Räknas de 1514 avrinningsområdena uppströms in blir den ackumulerade arean 39 021,41 kvadratkilometer. Avrinningsområdets utflöde Torneälven (Kamajåkka) mynnar i havet. Avrinningsområdet består mestadels av skog (84 procent). Avrinningsområdet har 0,44 kvadratkilometer vattenytor vilket ger det en sjöprocent på 4,5 procent.